# Liste der Wappen in der Verbandsgemeinde Ruwer
Die Liste der Wappen in der Verbandsgemeinde Ruwer
enthält die Wappen der Verbandsgemeinde und der Ortsgemeinden in der rheinland-pfälzischen Verbandsgemeinde Ruwer.

VG Ruwer
Bonerath
Farschweiler
Gusterath
Gutweiler
Herl
Hinzenburg
Holzerath
Kasel
Korlingen
Lorscheid
Mertesdorf
Morscheid
Ollmuth
Osburg
Pluwig
Riveris
Schöndorf
Sommerau
Thomm
Waldrach

## Blasonierungen und Begründungen

### Verbandsgemeinde Ruwer
Blasonierung: Das Wappen ist geteilt. Oben in Gold ein halber, doppelköpfiger schwarzer, rot bewehrter Adler mit einem Herzschild. In ihm in Blau ein nach rechts schreitender silberner Bär, links oben begleitet von einem sechsstrahligen silbernen Stern. Unten in Grün ein schräglinkes Wellenband, rechts oben begleitet von einem silbernen Rebstiel mit einer silbernen Traube und einem silbernen Blatt, links unten begleitet von einer silbernen Axt und einer silbernen Schaufel, die sich kreuzen.
Begründung: Der Ort Ruwer, der bis Oktober 2005 Sitz der Verbandsgemeinde Ruwer war, gehörte seit dem Mittelalter bis Ende des 18. Jahrhunderts zu dem Besitz der Abtei St. Maximin in Trier, die als Zeichen ihrer Reichsunmittelbarkeit den doppelköpfigen Reichsadler mit einem Herzschild im Wappen führte. In dem Herzschild erscheint ein Bär mit einem Stern, der in der Ikonografie des Hl. Maximin eine Rolle spielt. In der unteren Wappenhälfte deutet das Wellenband auf die Ruwer als beherrschenden Fluss der Landschaft hin, in welcher der Weinbau – verkörpert durch die Traube – die Landwirtschaft – verkörpert durch die Schaufel – und die Forstwirtschaft – verkörpert durch die Axt – die wirtschaftlichen Hauptrollen spielen. Das Original-Wappen befindet sich im Rathaus der Verbandsgemeinde in Waldrach und trägt die Signatur H. Leitermann, 1968.

### Bonerath
Blasonierung: In geteiltem Schild oben in Silber ein rotes Balkenkreuz, unten in Grün fünf silberne Orgelpfeifen, begleitet vorne und hinten von einem goldenen Eichenblatt.
Begründung: Die obere Schildhälfte erinnert an die ehemalige Zugehörigkeit zu Kurtrier (Erzstift Trier). Die untere Schildhälfte nimmt Bezug zur ehemaligen Kapelle in der Gemeinde mit dem Patrozinium St. Arnold. Der hl. Arnold war auch der Schutzpatron der Organisten (Orgelpfeifen). Die Eichenblätter symbolisieren den Wald und die Natur um Bonerath.

### Farschweiler
Blasonierung: In Gold eine eingeschweifte schwarze Spitze, darin wachsend eine goldene Kirche mit schwarzen Fenstern, deren Dach und Turmhelm im linken und oberen Teil der Spitze dargestellt sind; vorne ein durchgehendes rotes Kreuz, hinten eine schwarze Tanne.
Begründung: Die überörtlich bekannte Wallfahrtskirche „Mariä Heimsuchung“ ist neben dem kurtrierischen Kreuz Ausdruck der besonderen Verbundenheit der Ortsgemeinde Farschweiler mit Kirche und Staat. Die Tanne symbolisiert den Waldreichtum der Gemeinde.

### Gusterath
Blasonierung: Wappen geteilt, unten gespalten, oben in Gold ein wachsender roter Löwe, unten vorne rotes Balkenkreuz in Silber, hinten goldener Schuh in Blau.
Begründung: Der rote Löwe in Gold und das Blau sind dem Wappen des Wilhelm von Helphenstein entnommen. Die Familie von Helphenstein hatte das Patronatsrecht über den Ort. 1236 bestätigt Erzbischof Theoderich von Trier dem Kloster St. Martin auf dem Berge von Trier den Besitz des Patronatsrechts. Dieser Urkunde ist das Siegel von Helphenstein angeheftet. Das Kurtrierer Kreuz weist auf die jahrhundertelange Zugehörigkeit des Ortes zum Kurfürstentum Trier hin. Der Schuh symbolisiert die wirtschaftliche Bedeutung der Schuhindustrie (Romika) der letzten 50 Jahre für die Gemeinde.

### Gutweiler
Blasonierung: Von Silber vor Rot gespalten, vorn das durchgehende, rote kurtrierische Kreuz, hinten ein silberner Schlangenstab.
Begründung: Bis zum Ende der Feudalzeit, um 1800, gehörte Gutweiler zum Kurfürstentum Trier. Als Hinweis auf diese jahrhundertelange Landeszugehörigkeit steht im ersten Feld des Gemeindewappens das kurtrierische Kreuz. Seit alters her sind Patrone der Kirche und Gemeinde Gutweiler die Heiligen Cosmas und Damian. Sie führen als Attribut einen Schlangenstab. Im zweiten Feld ist die Schlange als Zeichen der Ortspatrone aufgenommen.

### Herl
Blasonierung: Von Silber über Schwarz geteilt, oben ein rotes Glevenkreuz, unten 9 (5:4) goldene Kugeln.
Begründung: Herl gehörte einstmals zur Abtei Echternach (1095), ihr Wahrzeichen war das Glevenkreuz. Der Schutzheilige der Gemeinde Herl ist der heilige Quirinus von Rom, ihm ist auch die Herler Kapelle geweiht. Das Attribut des Heiligen sind die neun goldenen Kugeln, die das Wappen Herls in der unteren Hälfte zeigt. Das Herler Wappen kann also als eine Dokumentation der kirchlich-weltlichen Herrschaft in der oberen Hälfte (Abtei Echternach) gesehen werden. In der unteren Hälfte entsteht darüber hinaus eine religiöse Standortbestimmung, in dem Herls Verbundenheit mit dem Heiligen Quirinus dokumentiert wird.

### Hinzenburg
Blasonierung: Im silbernen Schild eine rote Spitze, darin ein silbernes Buch mit goldenem Eckenschutz und roter Einbandfläche mit silbernem Kreuz.
Begründung: Die Farben des Wappens sollen auf die ehemalige Zugehörigkeit zu Kurtrier hinweisen. Der Berg deutet den ehemaligen Namensteil von Henzenberg an und das Buch symbolisiert das Merkmal der Patronin des Ortes St. Magdalena.

### Holzerath
Blasonierung: Unter silbernem Schildhaupt mit Kurtrierer Kreuz, schräglinks von Rot über Silber geteilt, oben eine goldene Krone, unten ein grünes Buchenblatt.
Begründung: Bis zum Ende des 18. Jahrhunderts gehörte Holzerath in der Pflege Kell (Amt Grimburg) zum Kurfürstentum Trier. Hochgerichtsherr war bis 1563 der Kurfürst von Trier. Als Hinweis darauf steht das kurtrierische Kreuz im Schildhaupt. Kirchen- und Ortspatron ist seit alters her die heilige Helena. Ihr Attribut, eine goldene Krone, steht im mittleren Schildteil. Der Ortsname geht in seiner zweiten Silbe -roth, -rath auf den Begriff Rodung zurück. Dafür und als Hinweis auf die bedeutsamen Buchenwaldungen steht im unteren Schild ein grünes Buchenblatt.

### Kasel
Blasonierung: Das Wappen ist geteilt und oben in zwei Felder gespalten. In Feld eins in Silber ein rotes Kreuz. In Feld zwei in Grün ein schräglinks laufendes silbernes Wellenband, diagonal überlegt mit einem goldenen Hirtenstab. Unten in Gold eine hängende grüne Weintraube mit zwei grünen Blättern.
Begründung: Das rote Kreuz in Silber ist das Wahrzeichen von Kurtrier, zu dessen Besitz Kasel vom Mittelalter bis in die napoleonische Zeit gehörte. Das silberne Wellenband in Grün stellt die Ruwer dar. Der Hirtenstab weist auf die Trierer Frauenabtei Oeren-St. Irminen hin, die in Kasel wie auch das Trierer Stift St. Paulin Hofgüter besaß und die Grundgerichtsbarkeit innehatte. Die Traube weist auf den Weinbau hin, der seit dem Mittelalter bis heute die wirtschaftliche Entwicklung der Gemeinde bestimmte.

### Korlingen
Blasonierung: Unter rotem Schildhaupt, darin ein silbernes Schwert mit goldenem Griff, in Silber ein grüner Dreiberg, darauf ein Doppelkreuz in der Form des Ordenszeichens der Benediktiner.
Begründung: Korlingen, das bis zum Ende der Feudalzeit zum Kurfürstentum Trier zählte, stand im Besitz der Abtei St. Martin. St. Martin war Benediktinerabtei. Das Zeichen der Benediktiner, ein Doppelkreuz auf grünem Dreiberg, steht als Hinweis im unteren Schildteil. Die 1769 in „Corlingen“ erbaute Kapelle war den Märtyrern Johannes und Paulus geweiht. Sie führen als Attribut ein Schwert. Seit 1952 wird der hl. Valentin als Kirchen- und Ortspatron verehrt. Auch er führt als Symbol ein Schwert. Im Schildhaupt steht daher für die früheren Ortspatrone und den heutigen Ortspatron ein Schwert.

### Lorscheid
Blasonierung: Der Schild ist von Gold über Blau geteilt, oben ein wachsender, schwarzer, rot bewehrter Doppeladler, unten drei silberne Lilien.
Begründung: Das Wappen besteht aus dem Doppeladler, der die ehemalige Zugehörigkeit zur Trierer Abtei Sankt Maximin symbolisiert und Lilien, welche Attribute der heiligen Gertrud von Nivelles sind.

### Mertesdorf
Blasonierung: Das Wappen ist geteilt und in der unteren Hälfte gespalten. Oben in Gold ein doppelköpfiger schwarzer, rot bewehrter und silbern nimbierter Adler. Unten rechts in Silber ein diagonal schrägrechts liegendes schwarzes Schwert, das einen roten Mantel teilt. Unten links in Grün ein goldener Hügel, aus dem ein goldener Weinstock mit drei goldenen Blättern und zwei goldenen Trauben wächst.
Begründung: Mertesdorf gehörte seit dem frühen Mittelalter bis Ende des 18. Jahrhunderts weitgehend zum Besitz der Reichsabtei St. Maximin in Trier, die einen doppelköpfigen nimbierten Reichsadler im Wappen führte. Das Schwert, das einen Mantel teilt, ist ein Symbol für den örtlichen Kirchenpatron St. Martinus, der auch dem Ort den Namen gab (im frühen Mittelalter Martini villa, später Martinsdorf und zuletzt Mertesdorf). Der Weinstock erinnert daran, dass Mertesdorf die älteste Weinbaugemeinde im Ruwertal ist.

### Morscheid
Blasonierung: Unter blauem Schildhaupt mit silbernem, goldgegrifftem Schwert, von Silber über Schwarz schräglinks geteilt, oben ein grüner Eichenzweig mit Blatt und Eichel, unten eine rautenförmige silberne Gürtelschnalle.
Begründung: Nach einer Urkunde des Trierer Erzbischofs Poppo von Babenberg (1016–1047) wird das Gut „Murcid“ erwähnt. Bereits 1430 erscheinen die Herren von Schmidtburg (Schenk von Schmidtburg) als Inhaber des Ortes. Sie sind Grundherren des Dorfes und erhalten als solche von jeder Familie Abgaben. Sie sind Kollatoren der Kirche und erhalten 2/3 des gesamten Zehnten. Ihr Wappen: In Schwarz eine rautenförmige, weiße Gurtschnalle (sogen. „Rink“), belegt mit bunten Steinen, ist hier gemindert wiedergegeben. Das Martinuspatrozinium ist durch die Wiedergabe seines Attributes, einem Schwert, symbolisiert. Als Hinweis auf die Eichenwaldungen von Morscheid steht im mittleren Schild ein Eichenblatt mit Eichel.

### Ollmuth
Blasonierung: Durch eingeschobene silberne Spitze, darin ein grünes Ulmenblatt, gespalten, vorne in Rot eine silberne Pflugschar, hinten in Rot ein goldenes Winkelmaß.
Begründung: Der Ortsname geht zurück auf das lateinische „ulmus“ = Ulme, „ulmetum“ = Ulmenwald. Als Hinweis darauf zeigt das Wappen in der eingeschobenen Spitze ein grünes Ulmenblatt. Dadurch wird die Deutung des Ortsnamens symbolisiert. Ollmuth ist auch heute noch eine weitgehend landwirtschaftlich strukturierte Gemeinde. Diese Tatsache ist durch Aufnahme einer Pflugschar in das Gemeindewappen dokumentiert. Die antike Pflugschar steht daher im ersten Feld des Gemeindewappens. Die 1834 zu Ollmuth errichtete Kapelle hatte den Apostel Thomas zum Patron. Er galt zugleich auch als Ortspatron der Gemeinde. Sein Attribut ist ein Winkelmaß. Es steht im heraldisch linken Teil des Gemeindewappens.

### Osburg
Blasonierung: Der Schild ist geteilt und in der oberen Hälfte gespalten. Rechts oben in Silber ein rotes Balkenkreuz. Links oben in Blau eine silberne Burg mit einem Turm. Unten in Gold ein grüner Dreiberg mit drei grünen Tannen.
Begründung: Das rote Kreuz in Silber ist das heraldische Wahrzeichen des Erzbistums und Kurstaates Trier, zu dem Osburg vom Mittelalter bis Ende des 18. Jahrhunderts gehörte. Die Burg erinnert an die ehemalige Burg Osburg, deren Turm in dieser Form heute als Turm der modernen Pfarrkirche erhalten ist. Der Dreiberg mit den Tannen weist auf die landschaftliche Lage von Osburg im Trierer Hochwald hin.

### Pluwig
Blasonierung: Im geteilten und oben gespaltenen Schild, vorn in Rot ein silbernes Vortragekreuz, hinten in Silber ein schwarzer Hammer mit Schlegel, unten in Silber ein schwarzer, rot bewehrter Adlerkopf.
Begründung: Ortspatron von Pluwig ist seit alters her der hl. Johannes der Täufer. Er führt als Symbol ein Kreuz, hier als Hinweis auf ihn als Vortragekreuz aufgenommen.
Die ehemalige Wirtschaftsstruktur rund um den Abbau von Erz ist durch die Aufnahme von Hammer und Schlägel gekennzeichnet. Bis um die Wende zum 20. Jahrhundert wurde im Raum Pluwig Erz gegraben. Bis heute hat sich die weithin bekannte Bezeichnung „Pluwiger Hammer“ für einen Teil der Gemarkung erhalten, wo das Erz zerkleinert wurde.
Pluwig galt als Reichsherrschaft. Der Adler galt seit Kaiser Konrad II. als Symbol der Reichsgewalt. Diese geschichtliche Besonderheit von Pluwig ist im unteren Schild symbolisiert.

### Riveris
Blasonierung: Von Silber über Blau geteilt, oben ein wachsender, roter, goldgekrönter und -bewehrter Löwe, unten ein goldenes Korneliushorn.
Begründung: Bis zum Ende des 18. Jahrhunderts gehörte Riveris zum Kurfürstentum Trier. Ein Friedrich von der Brücke verpfändete die ihm zustehende Gerichtsbarkeit an dem Dorf „Ruverisse“ an Erzbischof Theoderich von Trier (1212–1242). Ein Siegel des „Petrus de ponte“ von 1322 zeigt einen gekrönten Löwen. Wegen der Zugehörigkeit von Riveris zu Kurtrier wurde auf die kurtrierischen Farben zurückgegriffen. Kapellen- und Ortspatron ist der hl. Cornelius. Sein Attribut, ein Horn, steht im unteren Feld. Das Blau im unteren Schild weist auf den Riveris-Fluss und -Stausee hin.

### Schöndorf
Blasonierung: Unter einem gespaltenen Schildhaupt, in dem rechts oben in Silber ein rotes Balkenkreuz und links in Blau ein silbernes Andreaskreuz stehen, erscheinen in Rot, zwei zu eins, drei silberne Meisen.
Begründung: Das kurtrierische Balkenkreuz erinnert an die frühere landesherrliche Zugehörigkeit zu Kurtrier. Das Andreaskreuz weist auf den Schutzpatron der Pfarrkirche zu Schöndorf hin. Die Meisen stehen für die Herren von Meisemburg, die bis zum Ende des 18. Jahrhunderts Grundrechte in Schöndorf hatten.

### Sommerau
Blasonierung: Schildhaupt durch Zinnenschnitt von Silber über Rot geteilt, darunter ein rotes Ankerkreuz in Silber.
Begründung: Bei Sommerau erhebt sich unmittelbar an der Ruwer ein langer Felshügel mit den Ruinen der gleichnamigen Burg. Die Burg stand wohl schon gegen Ende des 13. Jahrhunderts. Als Hinweis auf sie ist im Gemeindewappen im Schildhaupt ein Zinnenschnitt aufgenommen. Der Trierer Kurfürst Werner von Falkenstein verfügte im Jahre 1389, dass das Schloss nach dem Tode von Johann Walrave an die Gebrüder Johann und Heinrich von der Fels kommen solle. Burg bzw. Schloss blieben in der Folge über Jahrhunderte im Besitz derer von der Fels. Ihr Wappen, ein rotes Ankerkreuz in Silber ist daher im unteren Schild des Gemeindewappens Sommerau wiedergegeben.

### Thomm
Blasonierung: Unter silbernem Schildhaupt, darin ein blaues Schwert mit goldenem Griff, in Rot eine aufsteigende silberne Spitze, belegt mit schwarzem Hammer und Schlegel.
Begründung: Bis um 1800 zählte Thomm zum Kurfürstentum Trier. Hinweis darauf sind die Feldfarben Silber und Rot. Kirchen- und Ortspatron von Thomm ist der hl. Paulus. Sein Attribut, das Schwert, steht im Schildhaupt des Wappens. Unmittelbar bei Thomm befindet sich der sogenannte „Hinkelstein“, ein Natur- und Kulturdenkmal. Er wird symbolisiert durch die silberne Spitze im unteren Schildteil. Die Thommer Schiefergruben waren über Jahrhunderte weithin bekannt. Erst in jüngster Zeit wurde der Abbau aufgegeben. Als Erinnerung daran stehen Hammer und Schlegel, die Symbole des Bergmanns.

### Waldrach
Blasonierung: Der Schild ist geteilt und oben gespalten. Oben rechts in Silber ein rotes Balkenkreuz. Oben links in Grün ein schräglinkes silbernes Wellenband, beiderseits begleitet von einem goldenen Tannenbaum. Unten in Gold ein grüner Weinstock mit drei grünen Blättern und zwei grünen Trauben.
Begründung: Das rote Balkenkreuz in Silber ist das heraldische Wahrzeichen des Erzbistums und Kurfürstentums Trier, zu dem Waldrach vom Mittelalter bis zur Säkularisation gehörte. Das silberne Wellenband kennzeichnet die Ruwer. Die Tannenbäume weisen „redend“ auf den Begriff „Wald“ im Ortsnamen hin. Der Weinstock erinnert daran, dass Waldrach die größte Weinbaugemeinde an der Ruwer ist.